# Waikari
Waikari ist ein sich über 2 km hinziehendes kleines Dorf im Hurunui District der Region Canterbury auf der Südinsel von Neuseeland.

## Namensherkunft
In der Sprach der Māori bedeutet der Names des Dorfes „Graben“.

## Geographie
Das Dorf befindet sich rund 21 km nördlich von Amberley und rund 25 km südwestlich von Culverden am südlichen Rand des Tals des Waikari River. Durch Waikari führt der New Zealand State Highway 7, der das Dorf mit Culverden im Nordosten und über den Weka Pass mit Waipara, rund 12 km weiter südlich verbindet. Über Waipara hat das Dorf auch Anschluss an den New Zealand State Highway 1 nach Christchurch.

## Geschichte
Vom 6. April 1882 bis zum 15. Januar 1978 besaß das Dorf über den Waiau Branch einen Anschluss an das Eisenbahnnetz der Südinsel. Heute wird nur noch ein kleiner Teil der Strecke über den Weka Pass als Weka Pass Railway für Touristenzüge genutzt, die zwischen Waipara und Waikari verkehren.

## Bevölkerung
Zum Zensus des Jahres 2013 zählte das Dorf 261 Einwohner.

## Wirtschaft
Haupteinnahmequelle des Dorfes bildet die Kalksteinverarbeitung und die Schaf- und Rinderzucht.

## Sehenswürdigkeiten
Ein Denkmal im Dorf erinnert an den Arzt Charles Thomas Wilson Little, der sich 1918 während der Spanischen Grippe aufopferungsvoll um seine Patienten bemüht hat, bis er schließlich selbst an der Grippe starb.
In der Nähe des Dorfes im Weka Pass Reserve und im Pyramid Valley befinden sich Felszeichnungen der Māori und ein Fundort von Fossilien des Moa, einem bereits ausgestorbenen flugunfähigen Laufvogel.